# Tatiana Artmenko
Tatiana Artmenko (ur. 2 września 1976 w Odessie na Ukrainie) – izraelska siatkarka, grająca na pozycji przyjmującej.

## Przebieg kariery
| Lata                  | Kluby                            |
| --------------------- | -------------------------------- |
| 1990–1991             | Maccabi Tel Awiw                 |
| 1991–1993             | Hapoel Arad                      |
| 1993–1995             | Emek Hefer                       |
| 1995–1997             | Hisamitsu Springs                |
| 1997–1998             | Volley Cats Berlin               |
| 1998–2000             | Marsì Palermo                    |
| 2000–05.11.2000       | Rio Marsì Pa                     |
| 11.11.2000–07.01.2001 | Virtus Reggio Calabria           |
| 2001–2003             | Rio de Janeiro Volei Clube       |
| 2003–2004             | Monte Schiavo Banca Marche Jesi  |
| 2004–2005             | Fornarina Civitanova Marche      |
| 2005–2006             | Unicom Starker Kerakoll Sassuolo |
| 13.01.2008–2008       | Despar Perugia                   |
| 2008–2009             | Robur Tiboni Volley Urbino       |
| 2010–2012             | VK Modřanská Prostějov           |
| 2012–2013             | Lokomotiv Baku                   |
| 2013–2014             | Hapoel Ironi Kirjat Ata          |

## Sukcesy klubowe
Superpuchar Włoch:
- 2000, 2007

Mistrzostwo Brazylii:
- 2002, 2003

Puchar CEV:
- 2004

Liga Mistrzyń:
- 2008

Mistrzostwo Włoch:
- 2008

Puchar Czech:
- 2011, 2012

MEVZA:
- 2011

Mistrzostwo Czech:
- 2011, 2012

Mistrzostwo Izraela:
- 2014